# 久枝村
久枝村（ひさえだむら）は愛媛県和気郡のち温泉郡にあった村である。

## 沿革
- 1889年12月15日 - 町村制施行により和気郡久万村、西長戸村、東長戸村、安城寺村、高木村が合併し和気郡久枝村として発足。
- 1897年4月1日 - 和気郡が温泉郡に編入され温泉郡久枝村となる。
- 1940年8月1日 - 三津浜町，味生村，桑原村，和気村，堀江村，潮見村とともに松山市へ編入され消滅。

## 教育
- 久枝尋常高等小学校

## 名所・旧跡
- 三島神社（大字久万字久保ヶ谷）[1]
- 成願寺（大字久万）[2]